# Oktoberfest (pel·lícula de 1987)
Oktoberfest és una pel·lícula dramàtica iugoslava del 1987 dirigida per Dragan Kresoja. Va ser inscrita al 15è Festival Internacional de Cinema de Moscou.

## Argument
Un noi, que viu aïllat socialment, juntament amb els seus amics a l'atur, visita els llocs on es reuneixen els joves de la ciutat. Pressionat per un pecat intencionat en el passat, quan li van confiscar el passaport, somia amb anar a l'Oktoberfest de Múnic. A la recerca d'una nova vida, els seus amics se separen i ell passa per una etapa dolorosa de la seva vida i finalment acaba a la presó. La seva esperança es recupera quan el seu passaport li és retornat.

## Repartiment
- Svetislav Goncić com a Luka Banjanin
- Zoran Cvijanovic com a Bane
- Zarko Lausevic com a Skobi
- Vladislava Milosavljevic com a Jasna
- Velimir 'Bata' Zivojinovic com a Skoblar
- Zeljka Cvjetan com a Svetlana
- Goran Radakovic com a Dule
- Tatjana Pujin com a Mala Irena
- Djurdjija Cvetic com a Skoblarova zena (com a Djurdjija Cvijetic)
- Ruzica Sokic com a Luletova majka
- Petar Kralj com a Luletov otac
- Bogdan Diklic com a Vanya
- Vesna Trivalic com a Hole
- Branislav Lecic com a Lepi
- Srdjan Todorovic com a Goran